# Lunca (Teleorman)
Lunca è un comune della Romania di 3 552 abitanti, ubicato nel distretto di Teleorman, nella regione storica della Muntenia. 
Il comune è formato dall'unione di 2 villaggi: Lunca e Prundu.
Nel 2004 si sono staccati da Lunca i villaggi di Pleaşov e Saelele, andati a formare il comune di Saelele.